# Change of the Century
Change of the Century – czwarty album saksofonisty Ornette’a Colemana; drugi w firmie Atlantic.

## Historia i charakter albumu
Płyta została nagrana w kwartecie, który nagrał uprzednio album The Shape of Jazz to Come. Wykorzystano to samo studio. Change of the Century został zarejestrowany w czasie dwóch sesji nagraniowych. Plonem obu sesji było dziewięć utworów. Na albumie umieszczono siedem kompozycji; pozostałe: „Music Always” i „The Circle with a Hole in the Middle” ukazały się odpowiednio na To Whom Who Keeps a Record (1975) i The Art of the Improvisers (1970).
8 października 1959 r. nagrano: „Una Muy Bonita”, „Bird Food”, „Change of the Century”, „Music Always”, „The Face of the Bass”. 9 października nagrano: „Forerunner”, „Free”, „The Circle with a Hole in the Middle” i „Ramblin'"
Album ma podobny charakter jak uprzedni album The Shape of Jazz to Come.  Jego tytuł  – „Zmiana wieku” – także sygnalizuje świadomość muzyków o rewolucyjności projektu.

## Muzycy
- Ornette Coleman – saksofon altowy
- Don Cherry – trąbka kieszonkowa
- Charlie Haden – kontrabas
- Billy Higgins – perkusja

## Utwory
- Strona pierwsza: 1–3
- Strona druga: 4–7

| 1. | Ramblin'              | 6:37  |
|    |                       |       |
| 2. | Free                  | 6:22  |
|    |                       |       |
| 3. | The Face of the Bass  | 6:57  |
|    |                       |       |
| 4. | Forerunner            | 5:13  |
|    |                       |       |
| 5. | Bird Food             | 5:30  |
|    |                       |       |
| 6. | Una Muy Bonita        | 6:00  |
|    |                       |       |
| 7. | Change of the Century | 4:44  |
|    |                       |       |
|    |                       | 41:23 |
|    |                       |       |

## Opis płyty
- Producent – Nesuhi Ertegun
- Studio – Radio Recorders, Hollywood, Kalifornia.
- Nagranie – czwartek 8 października 1959, 3:00 po południu-7:00 wieczorem; piątek 9 października 1959, 2 po południu-6 wieczorem
- Firma nagraniowa – Atlantic Records
- Numer katalogowy – 1327
- Data wydania – czerwiec 1960
- Czas trwania – 41 min. 23 sek.